# Comuna Odradokameanka, Berîslav
Odradokameanka (în ucraineană Одрадокам'янка) este o comună în raionul Berîslav, regiunea Herson, Ucraina, formată din satele Mîkolaiivka și Odradokameanka (reședința).

## Demografie
Componența lingvistică a comunei Odradokameanka
     Ucraineană (89,31%)
     Rusă (10,4%)
     Alte limbi (0,19%)
Conform recensământului din 2001, majoritatea populației comunei Odradokameanka era vorbitoare de ucraineană (89,31%), existând în minoritate și vorbitori de rusă (10,4%).